# Radek Šírl
Radek Šírl (Rudná, 20 de març de 1981) és un jugador txec de futbol que actualment juga de centrecampista pel Zenit de Sant Petersburg rus. També va jugar al AC Sparta Praha i al Bohemians Praha. Juga de volant esquerre o lateral esquerre. Ha estat convocat per la selecció de futbol de la República Txeca.
Va ser part de l'equip del Zenit St. Petersburg que guanyà la Copa de la UEFA del 2008 derrotant el Rangers FC 2 a 0 en la final.
El 29 d'agost de 2008 fou titular en el partit de la Supercopa d'Europa que enfrontà el seu equip, el Zenit de Sant Petersburg, contra el Manchester United FC, i que l'equip rus guanyà per 1 a 2.